# Celosia spicata
Celosia spicata är en amarantväxtart som först beskrevs av Louis Marie Aubert Du Petit-Thouars, och fick sitt nu gällande namn av Spreng.. Celosia spicata ingår i släktet celosior, och familjen amarantväxter. Inga underarter finns listade i Catalogue of Life.

## Bildgalleri

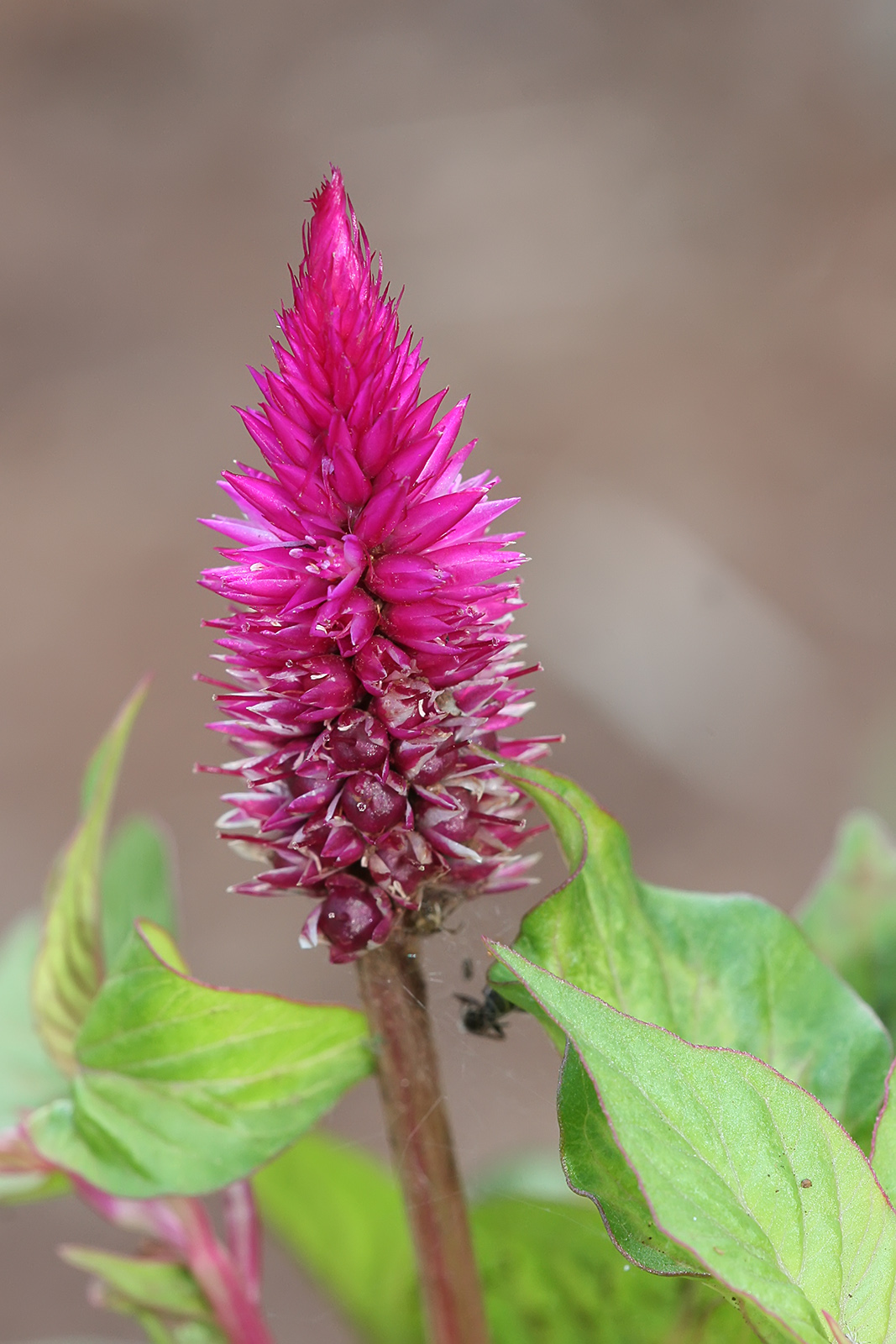
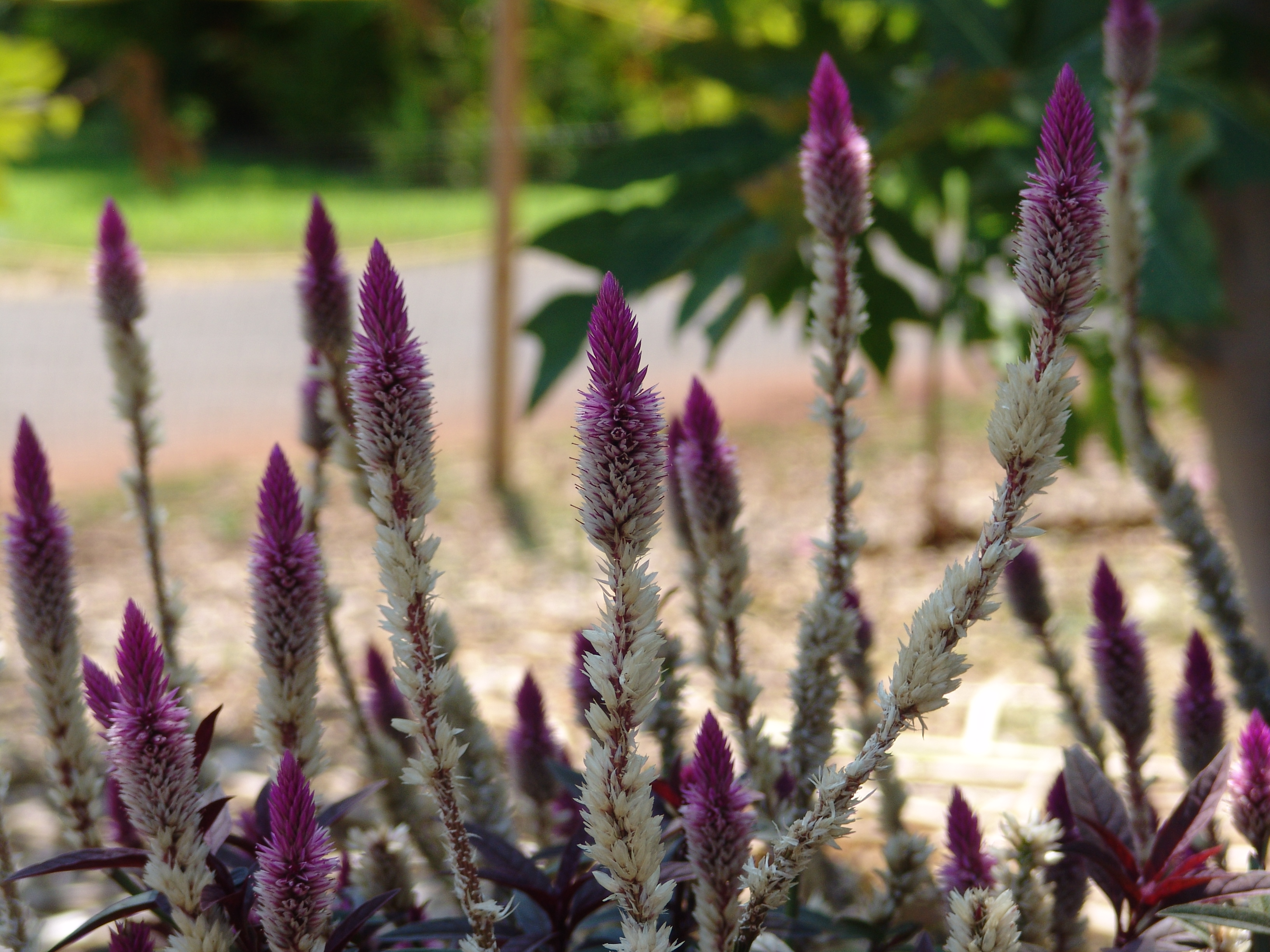
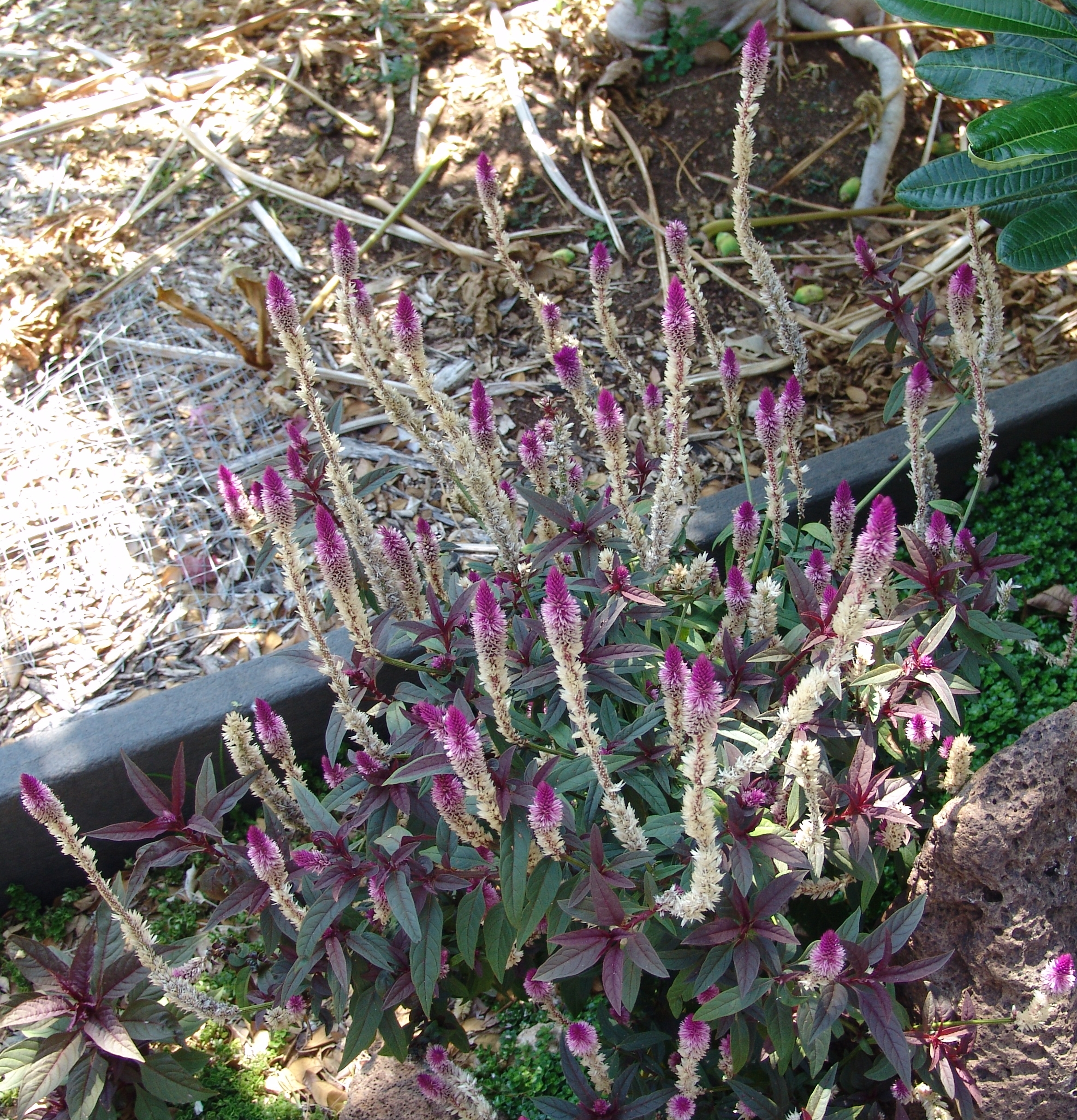
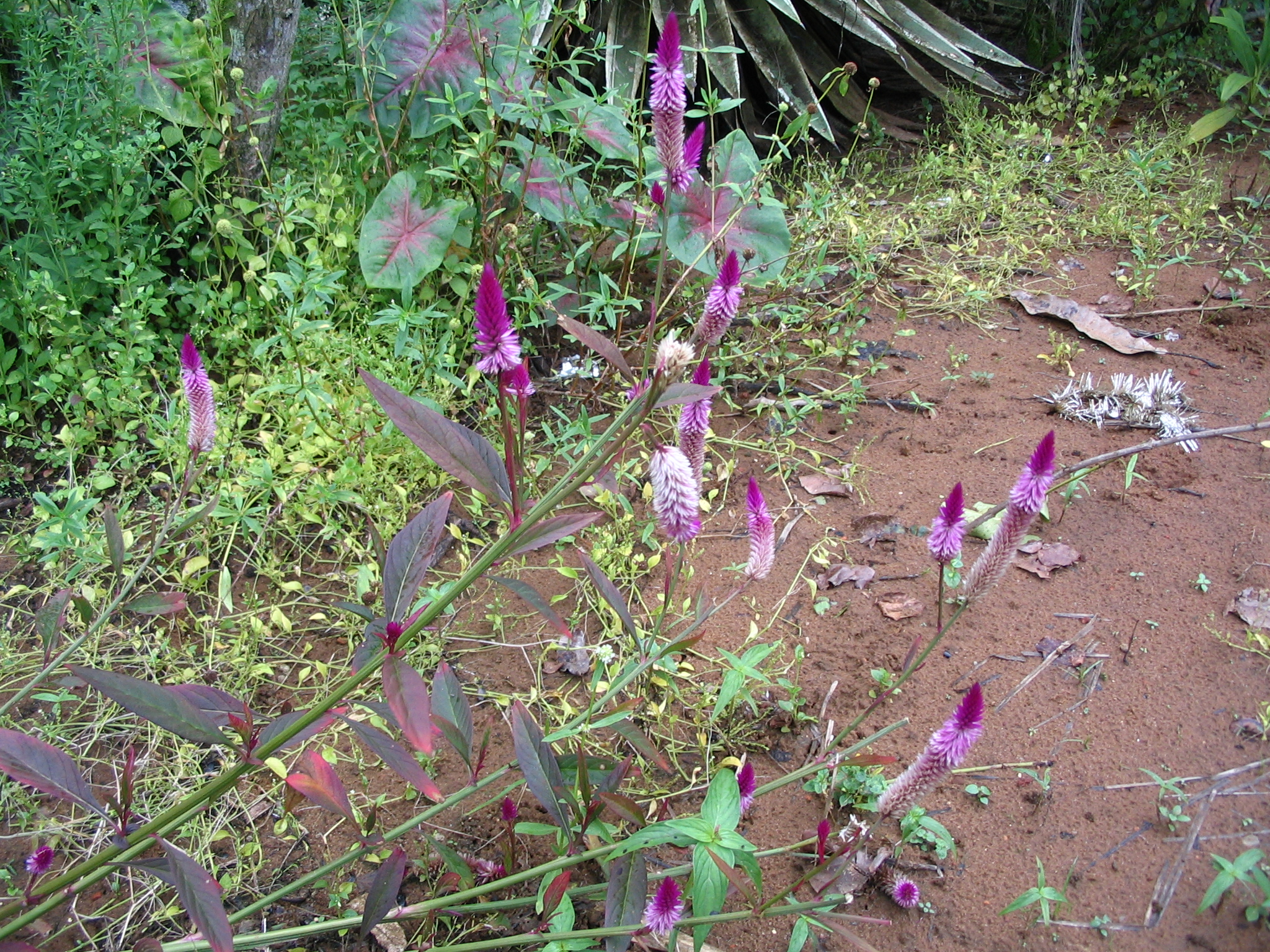